# گای استندینگ
گای استندینگ (انگلیسی: Guy Standing; ۱ سپتامبر ۱۸۷۳ – ۲۴ فوریهٔ ۱۹۳۷) هنرپیشه و بازیگر تئاتر اهل بریتانیا بود.
از فیلم‌ها یا برنامه‌های تلویزیونی که وی در آن نقش داشته‌است می‌توان به زندگی بنگال لانسر، لویدز لندن، و پالم اسپرینگز اشاره کرد.